# Меребашвили, Георгий
Георгий Меребашвили (15 августа 1986, Тбилиси) — грузинский футболист, полузащитник польского клуба «Спойня Ландек».

## Клубная карьера
Начал свою профессиональную карьеру в 2005 году в «Динамо» Тбилиси, где играл в течение пяти сезонов, выйдя на поле в 108 матчах и забив 36 голов. В сезоне 2008/09 стал вместе с партнёром по команде Илией Спасоевичем лучшим бомбардиром клуба с 13 голами — наибольший результат для полузащитника.
В январе 2010 года перешёл в сербский клуб «Войводина», где присоединился к своему соотечественнику Михаилу Хуцишвили. Сразу же вошёл в основной состав, завершив первую половину сезона, имея в активе 15 матчей, с «Войводиной» он занял пятое место в лиге. В кубке Сербии сезона 2009/10 он дошёл до финала, где сыграл против «Црвена Звезда». Матч был проигран со счётом 3:0.
В 2010/11 сезоне сербской Суперлиги Меребашвили стал ключевым игроком команды. В 25 матчах забил 7 голов. «Войводина» финишировала на 3-м месте, однако команда проиграла в сезоне 2010/11 финал кубка против «Партизана», в котором команда Меришвили (сам он вышел на 60-й минуте вместо Мирослава Стевановича) при счёте 2:1 в пользу соперника покинула поле на 83-й минуте в знак протеста против действий судьи.
В 2012 году Меребашвили вернулся в «Динамо» и помог команде сделать два «золотых дубля». В 2014 году он вновь отправился за границу, на этот раз в греческий ОФИ.
25 июня 2015 года достиг устного соглашения с «Верией». 8 июля 2015 года был признан невиновным в организации договорного матча с «Олимпиакосом», после чего контракт Меребашвили вступил в силу. Дебютировал в новой команде 23 августа 2015 года в матче против ПАС Янина, выйдя на замену на 60-й минуте. В игре против «Каллони» в добавленное время заработал пенальти.
8 июня 2022 года он подписал однолетний контракт с возможностью продления ещё на год с клубом первой лиги «Сандецья». 30 ноября его контракт с клубом был расторгнут по обоюдному согласию.

## Карьера в сборной
Меребашвили сыграл свой первый матч за грузинскую сборную против Португалии в Визеу 31 мая 2008 года. С тех пор стал регулярно вызываться в команду с паузой в сезонах 2012/13 и 2013/14. 11 июня 2017 года забил первый гол за сборную в матче с Молдавией в рамках квалификации к чемпионату мира 2018, команды разошлись вничью 2:2.

## Достижения

### Командные
«Динамо» Тбилиси
- Чемпион Грузии: 2007/08, 2012/13, 2013/14
- Кубок Грузии: 2009, 2013, 2014
- Суперкубок Грузии: 2009

### Личные
- Футболист года в Грузии: 2010